# Pardosa darolii
Pardosa darolii là một loài nhện trong họ Lycosidae.
Loài này thuộc chi Pardosa. Pardosa darolii được Embrik Strand miêu tả năm 1906.